# Хроницкий, Адольф
Адольф Хроницкий (пол. Adolf Chronicki; 5 мая 1912 — 23 сентября 1989) — польский актёр театра, кино и телевидения, также театральный режиссёр и директор театра.

## Биография
Адольф Хроницкий родился в селе Ласковцы. Выпускник юридического факультета Львовскего университета, которую окончил в 1934 году. Дебютировал в театре в 1934 году. Актёр театров в разных городах (Краков, Лодзь, Вроцлав, Валбжих, Ополе), директор и художественный руководитель театра в Валбжихе. Выступал также в спектаклях «театра телевидения» в 1967—1978 годах. Умёр в Гливице и там похоронен.

## Избранная фильмография
- 1946 — В крестьянские руки / W chłopskie ręce
- 1953 — Целлюлоза / Celuloza
- 1954 — Недалеко от Варшавы / Niedaleko Warszawy
- 1956 — Тень / Cień
- 1957 — Петля / Pętla
- 1958 — Пепел и алмаз / Popiół i diament
- 1958 — Дезертир / Dezerter
- 1958 — Таблетки для Аурелии / Pigułki dla Aurelii
- 1959 — Крест храбрых / Krzyż Walecznych
- 1960 — Стеклянная гора / Szklana góra
- 1963 — Особняк на Зелёной / Ostatni kurs
- 1964 — Агнешка 46 / Agnieszka 46
- 1965 — Нелюбимая / Niekochana
- 1967 — Стена ведьм / Ściana czarownic
- 1966 — Полный вперёд! / Cała naprzód
- 1968 — Ставка больше, чем жизнь / Stawka większa niż życie (только в 12-й серии)
- 1970 — Приключения канонира Доласа, или как я развязал Вторую мировую войну / Jak rozpętałem drugą wojnę światową
- 1971 — Кардиограмма / Kardiogram
- 1971 — Эпидемия / Zaraza
- 1973 — Дорога / Droga (только в 6-й серии)
- 1975 — Директора / Dyrektorzy (только в 1-й серии)
- 1975 — Родины солдат (СССР) — генерал-майор Ракитин, танкист, военнопленный
- 1981 — Ржавчина / Rdza
- 1983 — Дом святого Казимира / Dom świętego Kazimierza

## Признание
- 1946 — Серебряный Крест Заслуги.
- 1964 — Кавалерский крест Ордена Возрождения Польши.
- 1973 — Золотой Крест Заслуги.
- 1978 — Заслуженный деятель культуры Польши.
- 1979 — Командорский крест Ордена Возрождения Польши.
- 1985 — Награда Министра культуры и искусства ПНР 1-й степени.
- 1985 — Орден «Знамя Труда» 1-й степени.
- 1985 — Медаль «40-летие Народной Польши».